# Betula uber
Espèce
Le Betula lenta f.uber  Syn. Betula lenta var. uber ou  Betula uber, est l’espèce de bouleau indigène rare des États-Unis. En effet, la seule population connue poussant encore à l’état naturel se trouve dans le sud-ouest de l’État de Virginie.

C’est un petit arbre à feuillage caduc, à couronne ovale allongée, poussant à une hauteur variant entre 6 et 12 m, avec un tronc étroit unique pouvant également pousser en cépée.  
Les rameaux de l’arbre sont minces et ont dans leur jeunesse une couleur brun rougeâtre virant au brun sombre, couverts de nombreuses lenticelles minces et longues s’exfoliant plus tard par petites plaques irrégulières exhalant une odeur de gaulthérie à la coupe ou lorsqu’on les mâche. Les bourgeons ainsi que les rameaux plus anciens contiennent une substance goudronneuse.
Les  fruits sont des akènes à ailes membraneuses de couleur brun vert soudées entre elles et formant une sorte de cône mesurant 25 mm. Celles-ci arrivent à maturité à la fin de l’automne. 
Les feuilles de forme ronde à ovale, sont simples et alternées. Elles ont  de 20 à 50 mm de longueur sur 20 à 40 mm de largeur et ont des marges doublement ou simplement crénelées. Elles sont de couleur vert sombre sur le dessus, vert clair et glabres en dessous et  prennent une belle couleur jaune or en automne.
L’arbre produit des chatons femelles de couleur vert clair mesurant 30 mm, portant de petites fleurs en fin de printemps et de longs chatons mâles mesurant de 30 à 65 mm devenant jaune vert et plus longs lorsqu’ils s’ouvrent à la mi-printemps.

## Utilisation
Considéré comme espèce disparue, après la redécouverte en 1974 de 17 exemplaires de celui-ci le long d’un ruisseau d'une vallée du comté de Smyth en Virginie, il a été aussitôt protégé. 
Comme espèce en voie de disparition, les graines de ces quelques exemplaires ont été récoltées. Assez vite, ces graines, ainsi que de jeunes plants ont été envoyés dans de nombreux arboretum du monde pour tenter d’enrayer le processus de sa disparition. À ce jour, les résultats obtenus sont plus qu’encourageants.

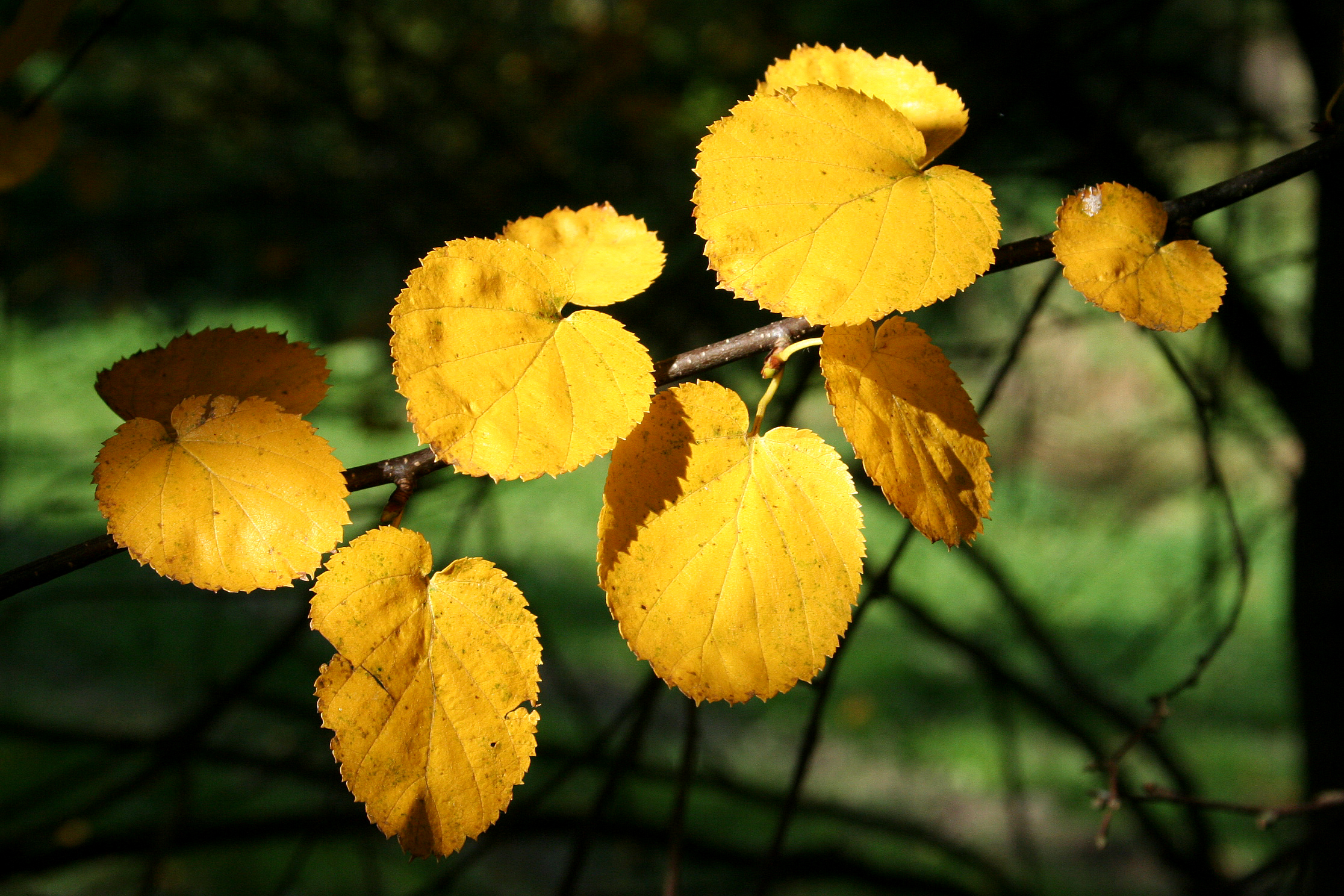
Feuilles du bouleau de Virginie à feuilles rondes